# 네트 (영화)
《네트》(영어: The Net)는 1995년 개봉한 미국의 액션 스릴러 영화이다. 어윈 윙클러가 연출하고, 샌드라 불럭 등이 출연하였다. 주인공은 평소 타인과 대면 접촉이 거의 없는 시스템 분석가로, 어느 날 여행을 떠난 사이에 갑자기 삶에 관한 모든 기록이 삭제되고 집까지 텅 비어 버리면서 원래의 정체성을 되찾을 방법을 알아내야만 하는 궁지에 몰린다.
미국에서 1995년 7월 28일에 개봉되었다.
2006년 어윈 윙클러의 아들인 찰스 윙클러가 연출한 속편 《네트 2.0》이 미국에서 DVD로 출시되었다.

## 줄거리
영화는 미국 국방부 차관 마이클 버그스트럼이 HIV 검사 결과가 양성으로 나오자 자살하는 장면으로 시작한다.
프리랜서 시스템 분석가인 앤절라 베넷은 로스앤젤레스 베니스에서 인터넷과 전화로만 소통하는 고립된 삶을 살고 있다. 하루는 샌프란시스코에 사는 동료 데일이 “모차르트의 유령”이라는 밴드의 웹사이트를 가장한 소프트웨어가 저장된 플로피 디스크를 보낸다. 웹사이트 화면 하단의 π(파이) 문자에는 백도어가 숨겨져 있으며, 이를 경유하자 각종 정보가 화면에 튀어 나온다. 그러나 데일과 앤절라 모두 자신들이 무엇을 마주하고 있는지 정확히 파악하지 못한다. 이에 데일은 다음 날 개인 비행기를 타고 날아와 앤절라와 이를 자세히 논하기로 약속한다. 하지만 비행기가 갑작스런 항법 시스템 오작동으로 추락하면서 데일이 사망한다.
멕시코 코수멜섬 여행 중 앤절라는 잭 데블린이란 남자를 만나게 되고, 데블린은 그녀를 유혹한 뒤 디스크를 훔치려고 한다. 앤절라는 디스크와 데블린의 지갑를 챙겨 딩기를 타고 도망치지만, 딩기가 암초에 부딪히면서 병원에 입원한다. 깨어난 앤절라는 디스크가 햇볕에 망가졌고, 자신의 모든 기록이 삭제되었으며, 집에서는 모든 가재도구가 사라졌고, 신용 카드도 사용할 수 없다는 것을 알게 된다. 심지어 그녀의 사회 보장 번호는 루스 마크스라는 여성에게 할당되어 있다.
앤절라는 자신의 존재를 입증할 수 있는 유일한 사람인 전 애인 앨런 챔피언에게 도움을 요청한다. 챔피언은 앤절라가 호텔 방에 머물 수 있게 해주고 연방 수사국(FBI)의 친구 연락처를 주는 한편 알츠하이머병을 앓고 있어 앤절라를 기억하지 못하는 앤절라의 어머니를 안전한 장소로 도피시킨다.
앤절라는 백도어 지식과 데블린의 지갑에서 발견한 패스워드 정보를 이용하여 버그스트럼 차관의 병원 파일을 열어 본다. 이를 통해 앤절라는 차관이 실제로는 HIV에 감염되지 않았지만 그를 제거하려는 세력이 HIV 검사 결과를 조작하여 일종의 간접 살인을 저질렀음을 알게 된다. 그간 차관은 제프 그레그가 경영하는 그레그 마이크로시스템스의 컴퓨터 보안 시스템인 게이트키퍼를 연방 정부에서 사용하는 것을 적극 반대해 왔다. 또한 앤절라는 동료 해커에게서 π 백도어가 그간 전국의 컴퓨터 시스템을 파괴해 온 사이버 테러리스트 조직 프리토리언과 연관이 있다는 정보를 얻는다.
데블린의 정체는 프리토리언이 고용한 전문 암살자였고, 앤절라는 프리토리언의 표적이 되어 계속 쫓긴다. 챔피언마저 살해된 후 앤절라는 챔피언의 FBI 친구를 사칭한 남자의 차에 올랐다가 그의 정체를 눈치채자 고의로 충돌을 일으키고 도망치는데, 나중에 이 남성이 총상을 입은 시체로 발견되면서 살인 누명까지 쓰고 도망자 신세가 된다.
앤절라는 프리토리언이 정부 기관 컴퓨터 시스템에 파괴 공작을 저지르면 제프 그레그가 보안 프로그램을 가장한 트로이 목마인 게이트키퍼를 기관에 파는 책략이 자행되어 왔으며, 이들이 백도어로 아무 제약 없이 각종 기관의 시스템 데이터베이스 기밀 정보에 접속해 왔음을 밝혀낸다. 머스코니 센터로 간 앤절라는 제프 그레그와 프리토리언의 연결 고리, 그리고 백도어의 존재를 폭로하는 증거를 FBI에 이메일로 보내고, 데블린을 속여 그가 그레그 마이크로시스템스 메인프레임 컴퓨터에 바이러스를 뿌리게 만들어 게이트키퍼를 파괴하고 신분을 되찾는다.
마지막 위기의 국면에서 앤절라는 센터의 좁은 통로에서 데블린과 대치하던 중 그를 추락시켜 처치하고, 어머니와 재회하며, 제프 그레그는 FBI에 체포된다.

## 출연진
- 샌드라 불럭 - 앤절라 베넷 역
- 제러미 노섬 - 잭 데블린 역
- 데니스 밀러 - 앨런 챔피언 박사 역
- 다이앤 베이커 - 베넷 부인 역
- 켄 하워드 - 버그스트럼 역
- 레이 매키넌 - 데일 역
- 로버트 고싯 - 벤 필립스 역
- 제럴드 번스 - 제프 그레그 역

## 우리말 녹음
KBS 성우진 (2000년 6월 17일)
- 정미숙 - 앤절라(샌드라 불럭)
- 홍시호 - 잭(제러미 노섬)
- 장광 - 앨런(데니스 밀러)
- 서문석
- 김소형
- 오인성
- 김우정